# 460 Scania
460 Scania è un asteroide della fascia principale del sistema solare del diametro medio di circa 21,78 km. Scoperto nel 1900, presenta un'orbita caratterizzata da un semiasse maggiore pari a 2,7181821 UA e da un'eccentricità di 0,1032099, inclinata di 4,63633° rispetto all'eclittica.
Il suo nome è dedicato all'omonima regione della penisola scandinava.